# Natalie de Ligt
Natalie de Ligt (* 1968 in Frankfurt am Main) ist eine deutsche Kunsthistorikerin und Kuratorin. Von 2007 bis 2012 leitete sie die Kunsthalle Mainz; seit 2020 ist sie Leiterin der städtischen Kunst Galerie Fürth.

## Leben
Natalie de Ligt wurde in Frankfurt am Main geboren. Sie studierte Kunstgeschichte und Kunstpädagogik an der Johann-Wolfgang-Goethe-Universität. Von 1990 bis 2002 war de Ligt Mitarbeiterin im Museum für Moderne Kunst in Frankfurt. In dieser Zeit betrieb sie in Frankfurt den „Ausstellungsraum de Ligt“, wo sie zeitgenössische Künstler präsentierte. Im Jahr 2004 war sie zusammen mit Jean-Christophe Ammann an der Organisation der 9. Triennale Kleinplastik Fellbach beteiligt. Von 2003 bis 2007 war sie Direktorin des Kunstvereins Nürnberg ADG und leitete von 2007 bis 2012 die Kunsthalle Mainz. Dort kuratierte sie 13 Ausstellungen, darunter David Shrigley und Guy Ben-Ner. De Ligt übernimmt ab Juni 2020 die Leitung der Kunstgalerie Fürth. Sie folgt auf Hans-Peter Miksch, der nach achtzehn Jahren in den Ruhestand geht. 
Natalie de Ligt ist mit dem Kabarettisten Matthias Egersdörfer verheiratet.

## Ausstellungsraum de Ligt
In ihrem Ausstellungsraum präsentierte de Ligt u. a. Künstler wie Thomas Kilpper, Michael Kalmbach und Lucie Beppler.

## Publikationen (Auswahl)
- Matthias Weischer, Natalie de Ligt, Kunsthalle Mainz: Matthias Weischer: room with a view. Verlag für moderne Kunst 2009, ISBN 3-941-1853-65.
- CURT MAGAZIN: Artikel von und mit Natalie de Ligt[7]